# Marie Bunel
Marie-Laurence Nathalie Bunel-Gourdy (Champigny-sur-Marne, 27 maggio 1961) è un'attrice francese.

## Biografia
Talvolta accreditata anche coi nomi Marie-Laure Bonel e Marie-Laurence Bunel, ha ottenuto il suo primo ruolo nel 1978 nel film Slip, ma è principalmente nota per l’interpretazione di Violette Morhange nel film Les Choristes - I ragazzi del coro (2003).

## Filmografia

### Cinema
- Slip (L'Hôtel de la plage), regia di Michel Lang (1978)
- 5 matte al servizio militare (Les Filles du régiment), regia di Claude Bernard-Aubert (1978)
- Il tempo delle mele 2 (La Boum 2), regia di Claude Pinoteau (1982)
- Il sangue degli altri (Le Sang des autres), regia di Claude Chabrol (1984)
- Gros Dégueulasse, regia di Bruno Zincone (1985)
- Le Gaffeur, regia di Serge Pénard (1985)
- Un affare di donne (Une affaire de femmes), regia di Claude Chabrol (1988)
- La rivoluzione francese (La Révolution française), regia di Robert Enrico e Richard T. Heffron (1989)
- La timida (La Discrète), regia di Christian Vincent (1990)
- La Reine blanche, regia di Jean-Loup Hubert (1991)
- Le Secret de Sarah Tombelaine, regia di Daniel Lacambre (1991)
- Gito, l'ingrato (Gito, l'ingrat), regia di Léonce Ngabo (1992)
- La Femme à abattre, regia di Guy Pinon (1993)
- Couples et Amants, regia di John Lvoff (1993)
- Rupture(s), regia di Christine Citti (1993)
- Le Bateau de mariage, regia di Jean-Pierre Améris (1994)
- Lou n'a pas dit non, regia di Anne-Marie Miéville (1994)
- I miserabili (Les Misérables), regia di Claude Lelouch (1995)
- Al piccolo Margherita (Au petit Marguery), regia di Laurent Bénégui (1995)
- La mia vita in rosa (Ma vie en rose), regia di Alain Berliner (1997)
- Que faisaient les femmes pendant que l'homme marchait sur la Lune?, regia di Chris Vander Stapen (2001)
- 17 fois Cécile Cassard, regia di Christophe Honoré (2002)
- Les Fautes d'orthographe, regia di Jean-Jacques Zilbermann (2004)
- Les Choristes - I ragazzi del coro (Les Chorostes), regia di Christophe Barratier (2004)
- Arsenio Lupin (Arsène Lupin), regia di Jean-Paul Salomé (2004)
- Saint-Jacques... La Mecque, regia di Coline Serreau (2005)
- Demandez la permission aux enfants, regia di Éric Civanyan (2007)
- 3 amis, regia di Michel Boujenah (2007)
- L'innocenza del peccato (La Fille coupée en deux), regia di Claude Chabrol (2007)
- Bellamy, regia di Claude Chabrol (2009)
- La Ligne blanche, regia di Olivier Torres (2011)
- La guerra dei bottoni (La Nouvelle Guerre des boutons), regia di Christophe Barratier (2011)
- Jappeloup, regia di Christian Duguay (2013)
- Quai d'Orsay, regia di Bertrand Tavernier (2013)
- Fever, regia di Raphaël Neal (2014)
- A court d'enfants, regia di Marie-Hélène Roux (2014)
- C'est beau la vie quand on y pense, regia di Gérard Jugnot (2017)
- Doppia pelle (Le Daim), regia di Quentin Dupieux (2019)
- Links of Life, regia di Marie-Hélène Roux (2019)
- Allons enfants (La Troisième Guerre), regia di Giovanni Aloi (2020)

## Riconoscimenti
- Premio César
  - 1995 – Candidatura alla migliore promessa femminile per Couples et Amants